# Acaparamiento de tierras
El acaparamiento de tierras es el control de cantidades de tierra mayores que las habituales, con fines de especulación, extracción, control de recursos o mercantilización. En las últimas décadas, el término ha cobrado mayor relevancia a partir de un nuevo ciclo de apropiación de tierras en el contexto de la crisis global de alimentos 2007-2008.[cita requerida] Las corporaciones agroindustriales, tanto nacionales como extranjeras, lideran el proceso de acaparamiento de tierras.
El proceso de acaparamiento de tierras a menudo va acompañado de otro proceso de acaparamiento de agua, donde las compañías, a menudo con la complicidad de las élites locales, se adueñan de tierras que poseen gran cantidad de agua o tienen buenos flujos de irrigación.

## Denuncias internacionales
En el año 2008 la organización GRAIN publicó un informe titulado "¡Se adueñan de la tierra! El proceso de acaparamiento agrario por seguridad alimentaria y de negocios en 2008" en el que se exponen más de 100 casos de apropiación de tierras para producción de alimentos en el exterior y en el que se expone la necesidad de detener este proceso.
A partir de ese momento diversos organismos internacionales como la FAO, el Banco Mundial, el Fondo Internacional de Desarrollo Agrícola (FIDA) y la Conferencia de las Naciones Unidas sobre Comercio y Desarrollo (UNCTAD) reconocieron la problemática y propusieron la elaboración de unos principios para las inversiones responsables en agricultura (RAI, por sus siglas en inglés), que respetaran los derechos, los medios de subsistencia y los recursos.
Sin embargo desde la sociedad civil, organizaciones de campesinos/as, organizaciones no-gubernamentales, organizaciones religiosas, sindicatos y otros movimientos sociales, reunidos en Dakar en el Foro Social Mundial 2011 realizaron el Llamamiento de Dakar contra el Acaparamiento de Tierras en el que rechazaron los intentos de regulación a través de las RAI y llamaron a los parlamentos y a los gobiernos nacionales a poner fin inmediatamente a todos los acaparamientos masivos de tierras actuales o futuros y a que se restituyan las tierras saqueadas.
En el mes de marzo del 2012 GRAIN publicó un nuevo conjunto de datos que documentan 416 acaparamientos recientes y a gran escala de tierras agrícolas por parte de inversionistas extranjeros para la producción de cultivos alimentarios. Los casos abarcan cerca de 35 millones de hectáreas de tierra en 66 países.